# 細菌形態分類
細菌可以按照由光學顯微鏡觀察到的形態和聚集方式分類。
細菌的結構簡單，幾乎所有細菌按照上述標準都可以被歸入球菌、桿菌與螺旋菌或弧菌之列。其中，桿菌最爲常見，球菌次之。細菌還有其它形形色色的形態——比如說螺旋菌的螺旋形（spirochetes）、弧形菌的弧形、球桿菌的球桿形，甚至正方形（比如說一種名爲「Haloquadratum」的古細菌就是這種形狀）。德国生物学家费迪南德·科恩是进行细菌形态分类的先驱之一。

## 球菌
球菌（學名：coccus，來自拉丁語單詞「coccinus」（猩紅色）和希臘語單詞「kokkos」（莓））係一種外形爲球形或接近球形的微生物。球菌以典型的二分裂方式增殖，分裂後新產生的球菌常常保持一定的空間排列方式。根據其細菌的分裂方向和分裂後的排佈方式，可將其分爲單球菌、雙球菌、鏈球菌、葡萄球菌、四聯球菌、八疊球菌等。

### 排列方式
球菌有多種排列方式，其中包括：
- 單球菌：分裂後產生的子代細菌單獨分散存在。尿素微球菌（Micrococcus ureae）即爲單球菌。
- 雙球菌：分裂後兩個球菌成對存在。肺炎雙球菌即係一種典型的雙球菌。
- 鏈球菌：分裂沿着同一平面進行，分裂後的細菌呈鏈狀排列。乳链球菌（Streptococcus lactis）即爲鏈球菌的一員。
- 四聯球菌：細菌沿着兩個互相垂直的平面分裂，分裂後的細菌四個一組，按「田」字形排列。比如四聯微球菌（Micrococcus tetragenus）。
- 八疊球菌：這種細菌沿着三個互相垂直的平面進行分裂。分裂後細菌八個一組聯在一起呈立方體形。比如尿素八叠球菌（Sarcina ureae）。
- 葡萄球菌：分裂面不規則，多個球菌排列在一起，呈葡萄形。典型的例子有金黃葡萄球菌。

### 臨床意義
一些常見的人類疾病的元凶即爲葡萄球菌。比如說，部分食物中毒、尿路感染、中毒性休克綜合徵、淋病，以及部分腦膜炎、咽喉感染、肺炎 和鼻竇炎均是由葡萄球菌引起。

## 桿菌
桿菌（學名：Bacillus）係外形呈桿狀的細菌。桿菌的種類在細菌家族中最爲多，菌體細胞的長短、粗細等都隨菌種的不同而有所變化。桿菌的形態包括短桿狀、棒狀、紡錘狀、月形、梭狀、分枝狀、竹節狀等。排列方式則包括鏈形、柵形、「八」字形及有鞘衣的絲形等。寄生在人腸道內的大腸桿菌即爲一種桿菌。

## 螺旋菌
螺旋菌（學名：Spirillum)是桿狀的細菌的統稱，一般呈分散排佈。螺旋超過一週的螺旋菌被成爲螺旋菌，而不滿一週的則被稱爲弧菌。另外，有鞭毛、體大而柔軟、螺旋超過6週的細菌被稱爲螺旋體（Spirochaeta） 。

## 球桿菌
球桿菌（英語：coccobacillus 複數時：coccobacilli）是一種形狀介於球菌、桿菌之間的微生物。它的形狀是非常短的桿形，因而常常被誤認爲球菌。流感嗜血桿菌，陰道加德納菌和沙眼衣原體均爲球桿菌。